# Temporada 2005 de la WNBA
La Temporada 2005 de la WNBA fue la novena en la historia de la Women's National Basketball Association. Acabó con el primer título para las Sacramento Monarchs, que derrotaron en las finales a las Connecticut Sun. Las finales pasaron a disputarse al mejor de 5 partidos.

## Clasificaciones

### Conferencia Este
| Conferencia Este     | G  | P  | PCT  | PD   | Casa | Fuera | Conf. |
| -------------------- | -- | -- | ---- | ---- | ---- | ----- | ----- |
| Connecticut Sun x    | 26 | 8  | .765 | –    | 14–3 | 12–5  | 13–7  |
| Indiana Fever x      | 21 | 13 | .618 | 5.0  | 14–3 | 7–10  | 14–6  |
| New York Liberty x   | 18 | 16 | .529 | 8.0  | 10–7 | 8–9   | 9–11  |
| Detroit Shock x      | 16 | 18 | .471 | 10.0 | 12–5 | 4–13  | 11–9  |
| Washington Mystics o | 16 | 18 | .471 | 10.0 | 10–7 | 6–11  | 9–11  |
| Charlotte Sting o    | 6  | 28 | .176 | 20.0 | 5–12 | 1–16  | 4–16  |

### Conferencia Oeste
| Conferencia Oeste          | G  | P  | PCT  | PD   | Casa | Fuera | Conf. |
| -------------------------- | -- | -- | ---- | ---- | ---- | ----- | ----- |
| Sacramento Monarchs x      | 25 | 9  | .735 | –    | 15–2 | 10–7  | 17–5  |
| Seattle Storm x            | 20 | 14 | .588 | 5.0  | 14–3 | 6–11  | 13–9  |
| Houston Comets x           | 19 | 15 | .559 | 6.0  | 11–6 | 8–9   | 11–11 |
| Los Angeles Sparks x       | 17 | 17 | .500 | 8.0  | 11–6 | 6–11  | 12–10 |
| Phoenix Mercury o          | 16 | 18 | .471 | 9.0  | 11–6 | 5–12  | 12–10 |
| Minnesota Lynx o           | 14 | 20 | .412 | 11.0 | 11–6 | 3–14  | 9–13  |
| San Antonio Silver Stars o | 7  | 27 | .206 | 18.0 | 5–12 | 2–15  | 3–19  |

## Galardones
| Galardón                                      | Ganadora                | Equipo              |
| --------------------------------------------- | ----------------------- | ------------------- |
| MVP de las Finales de la WNBA                 | Yolanda Griffith        | Sacramento Monarchs |
| MVP de la Temporada de la WNBA                | Sheryl Swoopes          | Houston Comets      |
| Mejor Defensora de la WNBA                    | Tamika Catchings        | Indiana Fever       |
| Jugadora Más Mejorada de la WNBA              | Nicole Powell           | Sacramento Monarchs |
| Peak Performers de la WNBA                    | Sheryl Swoopes          | Houston Comets      |
| Peak Performers de la WNBA                    | Cheryl Ford             | Detroit Shock       |
| Rookie del Año de la WNBA                     | Temeka Johnson          | Washington Mystics  |
| Premio a la Jugadora Más Deportiva de la WNBA | Taj McWilliams-Franklin | Connecticut Sun     |
| Entrenador del Año de la WNBA                 | John Whisenant          | Sacramento Monarchs |

## Playoffs
|  | 1ª ronda Mejor de 3 | 1ª ronda Mejor de 3 | 1ª ronda Mejor de 3 |            |    | Finales de Conferencia Mejor de 3 | Finales de Conferencia Mejor de 3 | Finales de Conferencia Mejor de 3 |  |    | Finales de la WNBA Mejor de 5 | Finales de la WNBA Mejor de 5 | Finales de la WNBA Mejor de 5 |  |
|  |                     |                     |                     |            |    |                                   |                                   |                                   |  |    |                               |                               |                               |  |
|  |                     |                     |                     |            |    |                                   |                                   |                                   |  |    |                               |                               |                               |  |
|  | E1                  | Connecticut         | 2                   |            |    |                                   |                                   |                                   |  |    |                               |                               |                               |  |
|  | E1                  | Connecticut         | 2                   |            |    |                                   |                                   |                                   |  |    |                               |                               |                               |  |
|  | E4                  | Detroit             | 0                   |            |    |                                   |                                   |                                   |  |    |                               |                               |                               |  |
|  | E4                  | Detroit             | 0                   |            | E1 | Connecticut                       | 2                                 |                                   |  |    |                               |                               |                               |  |
|  | Conferencia Este    |                     |                     |            | E1 | Connecticut                       | 2                                 |                                   |  |    |                               |                               |                               |  |
|  |                     |                     | E2                  | Indiana    | 0  |                                   |                                   |                                   |  |    |                               |                               |                               |  |
|  | E2                  | Indiana             | E2                  | Indiana    | 0  | 2                                 |                                   |                                   |  |    |                               |                               |                               |  |
|  | E2                  | Indiana             |                     |            |    |                                   |                                   |                                   |  |    |                               |                               |                               |  |
|  | E3                  | New York            | 0                   |            |    |                                   |                                   |                                   |  |    |                               |                               |                               |  |
|  | E3                  | New York            | 0                   |            |    |                                   |                                   |                                   |  | E1 | Connecticut                   | 1                             |                               |  |
|  |                     |                     |                     |            |    |                                   |                                   |                                   |  | E1 | Connecticut                   | 1                             |                               |  |
|  |                     |                     | W1                  | Sacramento | 3  |                                   |                                   |                                   |  |    |                               |                               |                               |  |
|  | W1                  | Sacramento          | W1                  | Sacramento | 3  | 2                                 |                                   |                                   |  |    |                               |                               |                               |  |
|  | W1                  | Sacramento          |                     |            |    |                                   |                                   |                                   |  |    |                               |                               |                               |  |
|  | W4                  | Los Angeles         | 0                   |            |    |                                   |                                   |                                   |  |    |                               |                               |                               |  |
|  | W4                  | Los Angeles         | 0                   |            | W1 | Sacramento                        | 2                                 |                                   |  |    |                               |                               |                               |  |
|  | Conferencia Oeste   |                     |                     |            | W1 | Sacramento                        | 2                                 |                                   |  |    |                               |                               |                               |  |
|  |                     |                     | W3                  | Houston    | 0  |                                   |                                   |                                   |  |    |                               |                               |                               |  |
|  | W2                  | Seattle             | W3                  | Houston    | 0  | 1                                 |                                   |                                   |  |    |                               |                               |                               |  |
|  | W2                  | Seattle             |                     |            |    |                                   |                                   |                                   |  |    |                               |                               |                               |  |
|  | W3                  | Houston             | 2                   |            |    |                                   |                                   |                                   |  |    |                               |                               |                               |  |
|  | W3                  | Houston             | 2                   |            |    |                                   |                                   |                                   |  |    |                               |                               |                               |  |
|  |                     |                     |                     |            |    |                                   |                                   |                                   |  |    |                               |                               |                               |  |

### Finales
| 14 de septiembre | Sacramento Monarchs                              | 69–65                              | Connecticut Sun                                      | |  |
| 7:30pm           | Marcador por tiempos: 27–31, 42–34               | Marcador por tiempos: 27–31, 42–34 | Marcador por tiempos: 27–31, 42–34                   | |  |
|                  | Estadísticas Griffith 25 Griffith 9 Penicheiro 8 | Reporte Pts Reb Asts               | Estadísticas Sales 23 McWilliams-Franklin 10 Sales 4 | Pabellón: Mohegan Sun Arena, Connecticut Asistencia: 8,157 espectadores Árbitros: - Humphrey - Price - Napier Televisión: ESPN2 |  |

| 15 de septiembre | Sacramento Monarchs                                            | 70–77                                          | Connecticut Sun                                                                       | |  |
| 7:30 pm          | Marcador por tiempos: 39–38, 31–32 (T.E.: 0–7)                 | Marcador por tiempos: 39–38, 31–32 (T.E.: 0–7) | Marcador por tiempos: 39–38, 31–32 (T.E.: 0–7)                                        | |  |
|                  | Estadísticas Griffith, Powell 16 Griffith 9 Griffith, Newton 3 | Reporte Pts Reb Asts                           | Estadísticas McWilliams-Franklin 24 McWilliams-Franklin 16 Carey, Derevjanik, Sales 4 | Pabellón: Mohegan Sun Arena, Connecticut Asistencia: 8,555 espectadores Árbitros: - Blauch - Enterline - Mattingly Televisión: ESPN2 |  |

| 18 de septiembre | Connecticut Sun                                                                   | 55–66                              | Sacramento Monarchs                           | |  |
| 3:30 pm          | Marcador por tiempos: 31–35, 24–31                                                | Marcador por tiempos: 31–35, 24–31 | Marcador por tiempos: 31–35, 24–31            | |  |
|                  | Estadísticas Sales 17 McWilliams-Franklin 13 McWilliams-Franklin, Sales, Whalen 2 | Reporte Pts Reb Asts               | Estadísticas Griffith 19 Griffith 11 Walker 4 | Pabellón: ARCO Arena, Sacramento Asistencia: 14,073 espectadores Árbitros: - Corteau - Trammel - Walker Televisión: ESPN2 |  |